# Humberto Ak'abal
Humberto Ak'abal (Momostenango, Guatemala, 1952-Ciudad de Guatemala, 28 de enero de 2019) fue un poeta Maya' K'iche' y escritor guatemalteco. Pensaba y escribía sus poemas en idioma k'iche' y se autotraducía al español. Fue uno de los poetas guatemaltecos más reconocidos en Europa y Sudamérica. Sus obras han sido traducidas al francés, inglés, alemán, italiano, portugués, hebreo, árabe, escocés, húngaro, estonio, en más de 20 idiomas.
Sus poemas han sido publicados en periódicos y revistas de Guatemala, Centroamérica, México, Estados Unidos, Venezuela, Brasil, Colombia, Líbano, Japón, España, Francia, Austria, Suiza, Alemania, Países Bajos  e Italia.

## Críticas
- "Humberto Ak'abal es un poeta que mana en sí mismo la conciencia indígena (su idioma, grandeza, espiritualidad, música y canto) y la conciencia de los nuevos países que desde hace quinientos años en unas partes se llaman Chile, Bolivia o Perú y en otras Guatemala o México." Carlos Montemayor.
- "Quedo, de la poesía de Ak'abal, seriamente impresionado por su esencial sencillez, por la elementalidad sagrada en que palpitan las palabras que revelan los hechos, las cosas, los seres directamente naturales..." Antonio Gamoneda.
- "Humberto Ak'abal canta como los pájaros, habla maya-k'iche' y piensa como desearíamos que pensara la mayoría de los hombres." Miguel Rojas Mix.[3]  "La poesía de Ak'abal es fuerte, toda vez que entre ésta y la vida no existe límite alguno." Francisco Morales Santo. Nadie confió de él para ser buen escritor

## Premios y reconocimientos
- 1993: "Quetzal de Oro APG 1993" otorgado por la Asociación de Periodistas de Guatemala.
- 1995: Diploma Emeritíssimum por la Facultad de Humanidades de la Universidad de San Carlos de Guatemala.
- 1997: Premio Internacional de Poesía Blaise Cendrars de Neuchatel, Suiza.
- 1998: Premio Continental "Canto de América", otorgado por la UNESCO, México.
- 2004: Premio Internacional de poesía "Pier Paolo Pasolini", Italia.
- 2005: Condecorado "Chevalier de l'Ordre des Arts et des Lettres" por el Ministerio de Cultura de Francia.
- 2006: Fellowship John Simon Guggenheim, N.Y. USA.
- 2010. Le fue dedicada la Feria Internacional del Libro de Le Mans, capital del departamento de Sarthe, Francia.
- 2012. Un continuo de poemas suyos titulado “Koyopa’ Oxlajuj Baqtun”, fue musicalizado por el músico inglés Jan Vriend, y ejecutado y cantado por la Orquesta y coros de Radio Nederland, Holanda, presentado el 23 de diciembre en el Teatro “Musiekgebouw aan t IJ” de Ámsterdam.
- 2017. Se le otorgó el Diploma “Reconocimiento a la trayectoria”, otorgada por el gobernador del Estado de Campeche, México.
- En 2003 declinó recibir el Premio Nacional guatemalteco de literatura "Miguel Ángel Asturias".

## Obra
Poesía:
- Ajyuq' - El animalero (1990, 1995, Guatemala)
- Chajil tzaqibal ja' - Guardián de la caída de agua (1993, 1994, 1996, 2000, Guatemala)
- Hojas del árbol pajarero (1995, 1999, Guatemala)
- Lluvia de luna en la cipresalada (1996, Guatemala)
- Hojas solo hojas (1996, Guatemala)
- Retoño salvaje (1997, México)
- Ch'analik ek'eje nabe mul - Desnuda como la primera vez (1998, México; 2000, 2004, Guatemala)
- Con los ojos después del mar (2000, México)
- Gaviota y sueño: Venecia es un barco de piedra (2000, 2004, Guatemala)
- Ovillo de seda (2000, Guatemala)
- Corazón de toro (2002, Guatemala)
- Detrás de las golondrinas (2002, México)
- Kamoyoyik - Oscureciendo (2002, Guatemala)
- Remiendo de media luna (2006, Guatemala; 2006 Venezuela)
- Raqon chi'aj - Grito (2004, 2009 Guatemala)
- Uxojowem labaj - La danza del espanto (con prólogo de Francisco José Cruz,[4])
- Las palabras crecen (Biblioteca Sibila-Fundación BBVA, Sevilla, 2009; 2010 Guatemala)
- Tukelal - Solitud (2010, Guatemala)
- Are jampa ri abaj kech'awik - Cuando las piedras hablan (2012, España, 2014, Guatemala)
- Wachibal q’ijil, Las caras del tiempo (2017, Universidad de Guadalajara, México)
- Ismachi’ - Bigotes (2018, Guatemala)

Cuentos:
- Grito en la sombra (2001, Guatemala)
- De este lado del puente (2006, Guatemala)
- El animal de humo (2014, Guatemala)
- Los héroes gemelos contras los tres gigantes (2017, Guatemala)

Ensayos:
- Las ceremonias mayas: origen (1.ª edición 2014, 2.ª edición corregida y aumentada 2018, Guatemala)
- La Cruz maya, Cosmogonía (2015, Guatemala)
- El retorno del 8 Mono (2017, Guatemala)
- Paráfrasis del Popol Wuj (1.ª y 2.ª edición 2016, 3.ª edición 2017 Guatemala)
- Testimonio de un indio k'iche', recogido por Catherine Vigor (Editorial Sophos, Guatemala, 2020)

Antologías:
- Tejedor de palabras / Ajkem tzij (1996, Guatemala; 1998, México; 2001, 2012, Guatemala)
- Cinco puntos cardinales (1998, Colombia)
- Saq'irisanik: cielo amarillo (2000, España)
- Todo tiene habla (selección de Francisco José Cruz, prólogo de Mario Monteforte Toledo, col, Palimpsesto, Carmona, Sevilla, 2000)
- Arder sobre la hoja (2000, México)
- Warinaq balam - Jaguar dormido (2001, Guatemala)
- Aqaj tzij - Palabramiel (2001, Guatemala)
- Otras veces soy jaguar (2006, Guatemala)
- Ri upalaj ri kaqiq' - El rostro del viento (2006, 2012, Venezuela)
- 100 Poemas de amor (2011, Guatemala)
- La palabra rota (2011, Colombia)
- Donde los árboles (2011, España)
- Sueños de floripondio (Biblioteca Americana, Estampa Ediciones 2014, Madrid, España)
- No permitan que el ayer se vaya lejos (prólogo y selección de Francisco José Cruz, Pontificia Universidad Javeriana, Bogotá, 2019)

Discografía:
- 2000, CD: Xirixitem chikop Cantos de Pájaros, voz y poesía de Humberto Ak'abal. Proyecto de Educación Maya intercultural GTZ de Alemania.
- 1998, Videocassete "Du soleil entre les tuiles" (El sol entre las tejas), Film realizado por Phippe Cassar, Mediathêques des trois mondes, Francia.